# 1723

## Родени
- Адам Смит, шотландски икономист и философ
- ? – Пол-Анри Дитрих Холбах, френски писател

## Починали
- 25 февруари – Кристофър Рен, архитект
- 15 март – Йохан Кристиан Гюнтер, немски поет (* 1695 г.)
- 30 август – Антони ван Льовенхук, холандски учен